# Милл-Валли
Милл-Валли — город в округе Марин, Калифорния, США. Милл-Валли находится в 14 км к северу от Сан-Франциско по маршруту через мост Золотые Ворота. Население насчитывало 13 903 человек по данным переписи 2010 года.
Город расположен на западном и северном берегах залива Ричардсон и на восточных склонах горы Тамальпайс. В дополнение к равнинному району побережья и болот, он занимает ещё и узкие каньоны, поросшие секвойями, на юго-восточных склонах горы Тамальпайс. Почтовый индекс 94941 кроме непосредственно Милл-Валли распространяется на следующие отдельные населённые пункты: Альмонте, Альто, усадьба Тамальпайс Валли, и Строберри. По соседству, за пределами черты города Милл-Валли расположен Национальный заповедник Мьюирский лес.

## История

### Прибрежные Мивоки

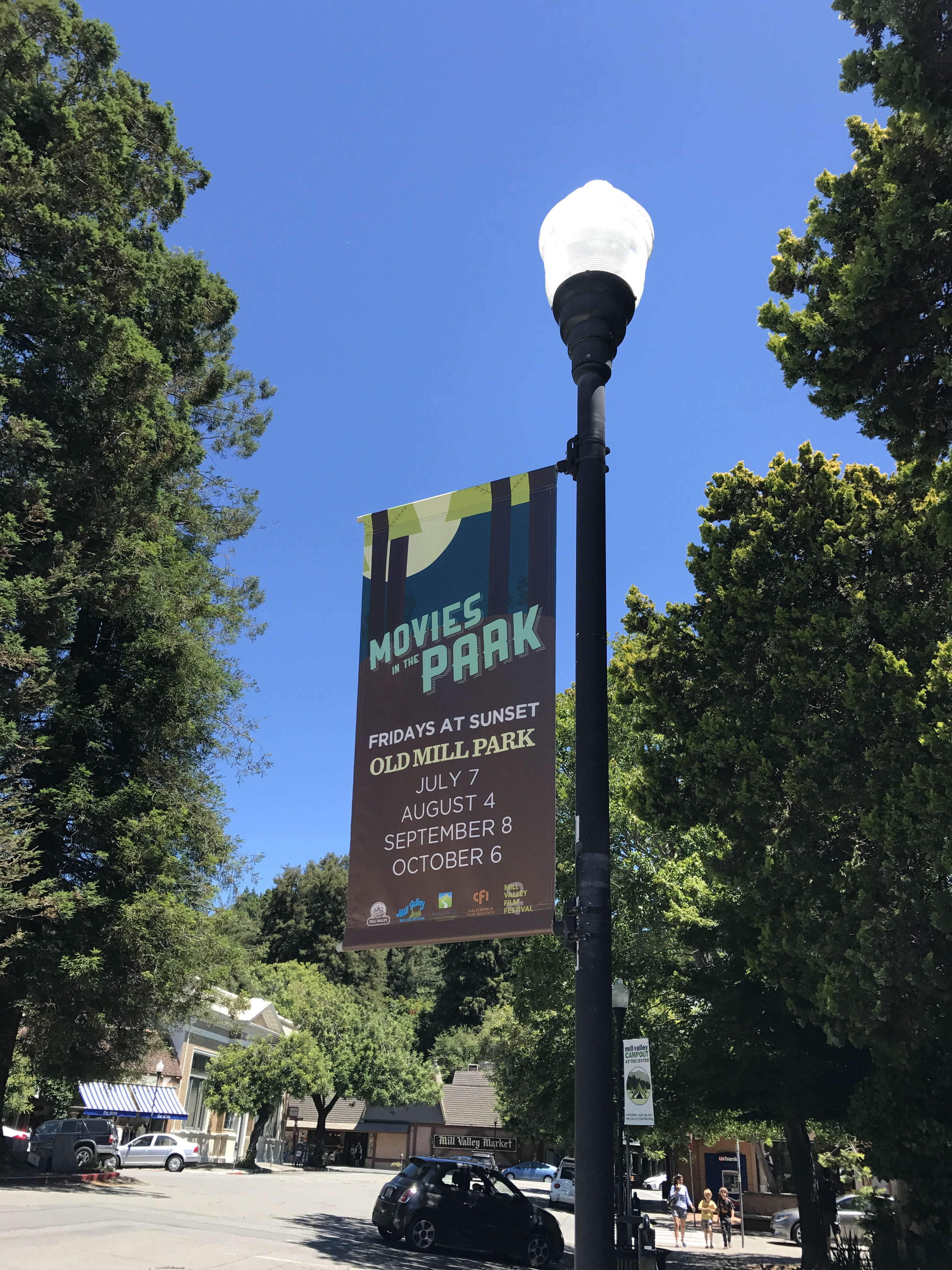
В городе, 2017 г.

Первое установленное население территории округа Марин — прибрежные мивоки появились здесь около 6000 лет назад. Земли прибрежных мивоков занимали всю территорию округа, к северу простираясь до Бодега Бей (первоначальное название — Порт Румянцева, один из посёлков инфраструктуры Форта-Росс) и южной части округа Сонома. Всего идентифицировано более 600 мест поселений, среди них 14 непосредственно на территории Милл-Валли. Среди археологических находок на территории города — памятники резьбы по камню и шлифовальный инструмент, найденные на горе Ринг.
В Милл-Валли, на бульваре Цикад (между Платановым и Ореховым бульварами), у тротуара установлена мемориальная доска в предполагаемом месте рождения вождя Марин в 1871; доска была установлена 8 мая 2009 г.
Место поселения было впервые идентифицировано Нельсом Нельсоном в 1907 году, результатами его раскопок стали инструменты, погребения и остатки пищевых отходов непосредственно перед подъездной дорогой к дому номер 44 на бульваре Цикад.
Начиная с основания Миссии святого Франциска Асизского, более известной как Миссия Долорес, в 1776 году, прибрежные мивоки южной части округа Марин постепенно начали присоединяться к миссии. Они называли себя «людьми Хумен». В миссии, помимо потери свободы, эти люди получали обращение в католицизм. Три четверти погибли из-за распространения европейских заболеваний. В результате высокой смертности в Миссии Долорес, было решено построить новую Миссию Сан-Рафаэль, что и было реализовано в 1817 г. Около 200 выживших прибрежных мивоков были перемещены туда из Миссии Долорес и Миссии Сан Хосе, в том числе 17 выживших прибрежных мивоков Хуменов из района залива Ричардсона.

### Ранние поселенцы
К 1834 году эра Миссий завершилась и в Калифорнии началась власть правительства Мексики. Оно поделило земли мивоков между мексиканскими военнослужащими или родственниками губернатора, назначенного из Мексики. Огромные земельные участки, называвшиеся мексиканскими поселенцами («калифорнийцами») «ранчо» вскоре распространились по территории. Те из мивоков, которые не погибли и не бежали, привлекались на основании кабальных договоров владельцами земельных участков Верхней Калифорнии. В 1834 году губернатор Верхней Калифорнии Хосе Фигуэро даровал Джону Т. Риду первый земельный надел в Марине, Ранчо Корте Мадэра дель Президио. Ранчо Саусалито, расположенное непосредственно к западу от него, было передано Уильяму Ричардсону в 1838 году после того, как было первоначально даровано Николасу Галиндо в 1835 году. Джон Рид женился на Хиларите Санчес, дочери команданте форта Сан-Франциско. Уильям Ричардсон также женился на женщине со связями; и он, и Рид родились в Европе. Фамилия Ричардсона затем распространилась на залив Ричардсон, ответвление залива Сан-Франциско впадающее напротив восточной части Милл-Валли. Ранчо Ричардсона простиралось к югу и западу от Корте Мадэра и района Ларкспера до Тихого океана, залива Сан-Франциско и залива Ричардсон.
```
В 1836 году Рид женился на Хиларии Санчес, дочери команданте местного форта. Он построил первую 
лесопилку
 в округе Каскад Крик (ныне Старый мельничный парк) в середине 1830-х на ранчо Ричардсона и поселился около неё, на месте современных алеи Локе и бульвара Ла Гома
[
7
]
.
```

Лесопилка поставляла древесину для нужд форта Сан-Франциско. Рид также занимался животноводством и разведением лошадей, ему принадлежали кирпичный завод и каменный карьер. Вёл бойкий бизнес продукцией охотничьего промысла, кожами, жиром — вплоть до своей смерти в 1843 году, в возрасте 38 лет.
Ричардсон поставлял хлеб, молоко и говядину в Сан-Франциско в течение Золотой лихорадки. Вскоре после этого он сделал несколько ошибочных инвестиций и попал в огромные долги перед несколькими кредиторами. Кроме потери ранчо в округе Мендосино он был принужден отдать 2,6 км² от ранчо Саусалито своей жене, Марии Антонии Мартинес, дочери команданте форта, в целях защиты её интересов. Оставшаяся часть ранчо, включая ту, на которой сейчас расположен Милл-Валли, уже не принадлежала наследникам Рида, и отошла его администратору Сэмуэлю Рэдингу Трокмортону. Ко времени своей смерти в 1856 году в возрасте 61 года, Ричардсон остался практически без средств к существованию. Трокмортон приехал в Сан-Франциско в 1850 году как агент горнодобывающего бизнеса на восточном побережье — до того, как начал работать на Ричардсона. В счёт оплаты долга, Трокмортон получил значительную часть ранчо Саусалито в 1853—1854 годах и построил собственное ранчо «Усадьба» — там, где теперь Липовая Аллея и бульвар Монфорд. Потомки суперинтенданта ранчо Джейкоба Гарднера до сих пор принимают участие в жизни округа Марин. Часть его земель была сдана в аренду португальским поселенцам под молочное животноводство. Большая часть иммигрантов приехала с Азорских островов. Те, кто не преуспел в золотодобыче, переезжали севернее, в район мысов Марин, а позднее привозили и свои семьи. Ранчо «B» в Милл-Валли это здание одной из немногих дошедших до наших дней молочных ферм. Трокмортон также пострадал от тяжёлых финансовых проблем перед своей смертью в 1887 году. Его именем в ближайшем будущем может быть названа одна из основных магистралей в Милл-Валли. Ричардсон и Рид никогда не проводили работ по разграничению территорий принадлежащих им ранчо. В 1860 наследники Ричардсона успешно выиграли иск у наследников Рида, добившись решения, что лесопилка была построена на их землях. Граница между землями была размечена как проходящая вдоль современного Мельничного (от англ. Lumber Mill — лесопилка с гидроприводом, как у водяной мельницы) бульвара. Все земли к востоку от реки было собственностью Рида, к западу — Ричардсона. Когда Сюзанна, дочь Трокмортона, в 1889 году вынуждена была заложить несколько тысяч акров в банк Сан-Франциско (англ. San Francisco Savings & Union Bank), чтобы расплатиться с долгом поместья в 100 000 долларов, территория Ричардсона стала частью Милл-Валли.
В 1873 году врач из Сан-Франциско доктор Джон Кушинг открыл 320 «потерявшихся» акров между границами земель Рида и Ричардсона, между современными бульваром Корте Мадэра, пересекающим реку, и каньоном Западный Блитдейл. Используя Гомстед-акт он направил петицию правительству и получил эти земли. До своей смерти в 1879 году он построил санаторий в живописном каньоне.
В Сосалито Северо-тихоокеанская прибрежная железная дорога разместила станцию около современных Хайвэй 101 в Строберри. Видя финансовые перспективы от железной дороги, наследники Джона Кушинга преобразовали санаторий в отель Блитдейл после того, как права на землю были окончательно оформлены в 1884 году. Санаторий был расширен, вдоль территории участка построили коттеджи, и закуплены конные экипажи для трансфера гостей к станции Альто. В течение нескольких лет ещё несколько отелей для сезонного летнего отдыха выросли на склонах каньона, среди них Эбби, Истлэнд и Рэдвуд лодж.
Рыбалка, охота, прогулки по живописным местам, плавание, езда верхом и другие виды активного проведения досуга становились все более популярны, поскольку людей прибывало и в качестве сезонных отдыхающих и в качестве жителей пригорода Сан-Франциско, работающих в большом городе. Между тем, лесопилка Рида перевела большинство секвой в окрестностях. Большинство нынешних секвой в этой местности высажены позднее.
Банк San Francisco Savings & Union основал компанию Tamalpais Land & Water в 1889 году как агентство для развития земель Ричардсона, полученных в счёт оплаты долга Трокмортона. В совете директоров были президент Джозеф Истланд, секретарь Луис Л. Джейнс (Джейнс стрит), Томас Мэйдж (Бульвар Мэйджа), Альберт Миллер (бульвар Миллера), и Лоуэлл Уайт (бульвар Лоуэлла). Истланд, который был президентом Северо-тихоокеанской прибрежной железной дороги в 1877 году и получал с неё долю доходов и далее, принял меры чтобы продлить железную дорогу в районе в 1889 году. Хотя Рид, Ричардсон и Кушинг были ключевыми фигурами, повлиявшими на приток людей в район Милл-Валли, именно Истланд приложил максимум эффективных усилий к развитию района и непосредственно к закладке ныне известного города. Он основал энергетические компании по всему заливу, был в правлении нескольких банков, и контролировал несколько коммерческих компаний. Компания Tamalpais Land & Water наняла известного инженера Майкла О’Шонесси, для прокладки шоссейных дорог, тротуаров, и шаг-систем, благодаря чему застройщики надеялись положить основание новому городу. Также он построил Каскадную плотину и водохранилище для водоснабжения, и выделил участки для церквей, школ и парков.

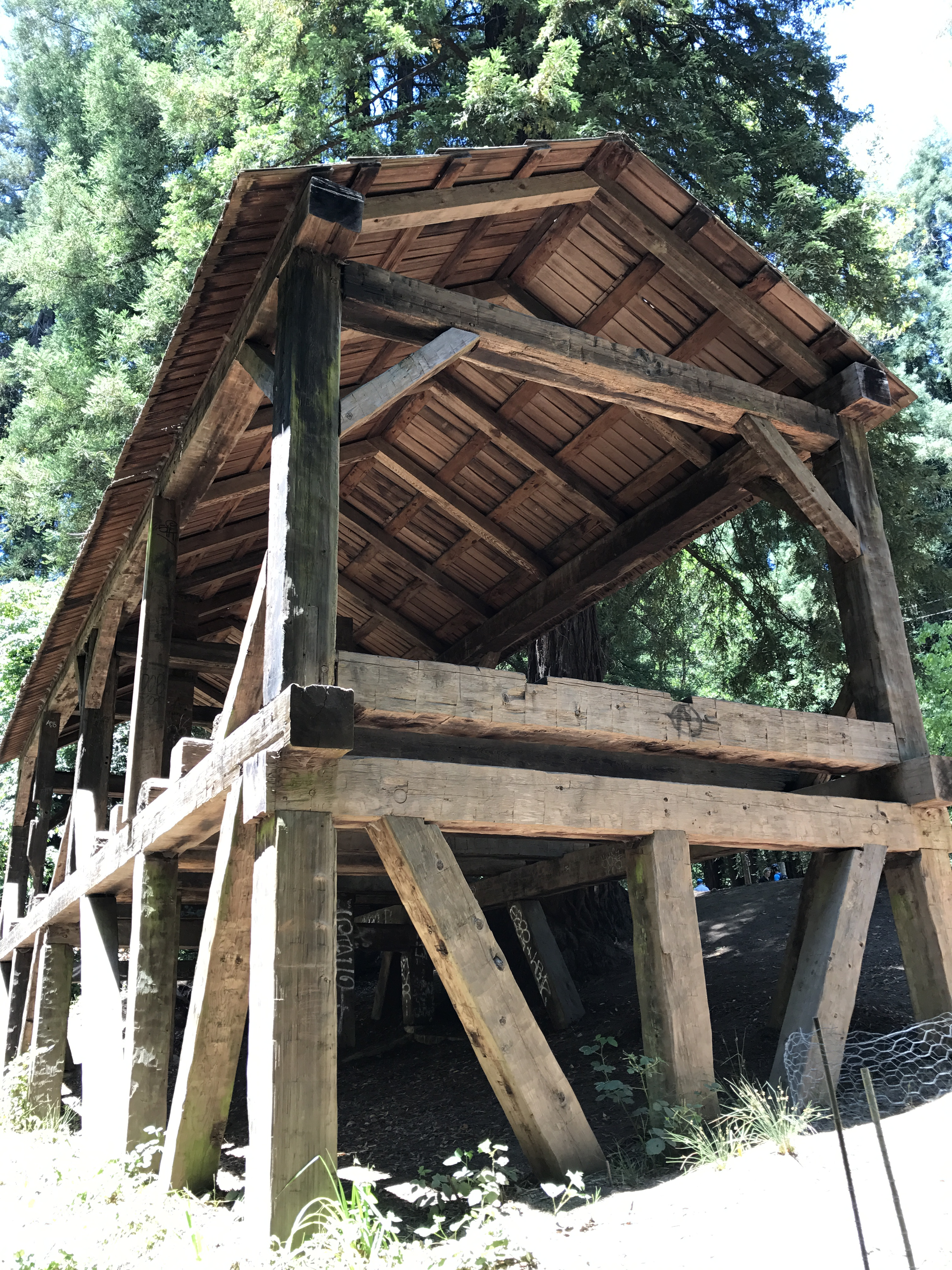
Остов мельницы в парке, историческая достопримечательность.

31 мая 1890 года около 3000 человек посетили земельный аукцион компании Tamalpais Land & Water, который прошёл около ныне руинированной лесопилки-мельницы. Более чем 810 м² участков было продано в этот день. Эти участки находятся на территории современных бульваров Трокмортона, Каскадном, Лоуэлла, Саммита и Миллера и тянутся до западной части бульвара Корте Мадэра. К 1892 году в районе было две школы и несколько церквей. Кроме того, аукцион привлёк в Милл-Валли архитекторов, строителей и мастеров. Харви А. Клайс был одним из наиболее видных архитекторов. Он спроектировал многие частные дома и общественные здания в районе, в том числе здание масонской ложи в 1904 г.
Перед своей смертью в 1894 году, Истлэнд построил большой летний дом, «Бёрлвуд», выросший на бульваре Трокмортона в 1892 году. Он все ещё стоит, хотя большинство первоначальных участков были поделены между разными собственниками. Бёрлвуд был первым зданием в городе с электричеством. Когда были появились телефоны, в городе они были только у Истленда и госпожи Кушинг, владелицы отеля Блитдейл. После земельных аукционов район стали называть и «Истлэнд» и «Милл-Валли».

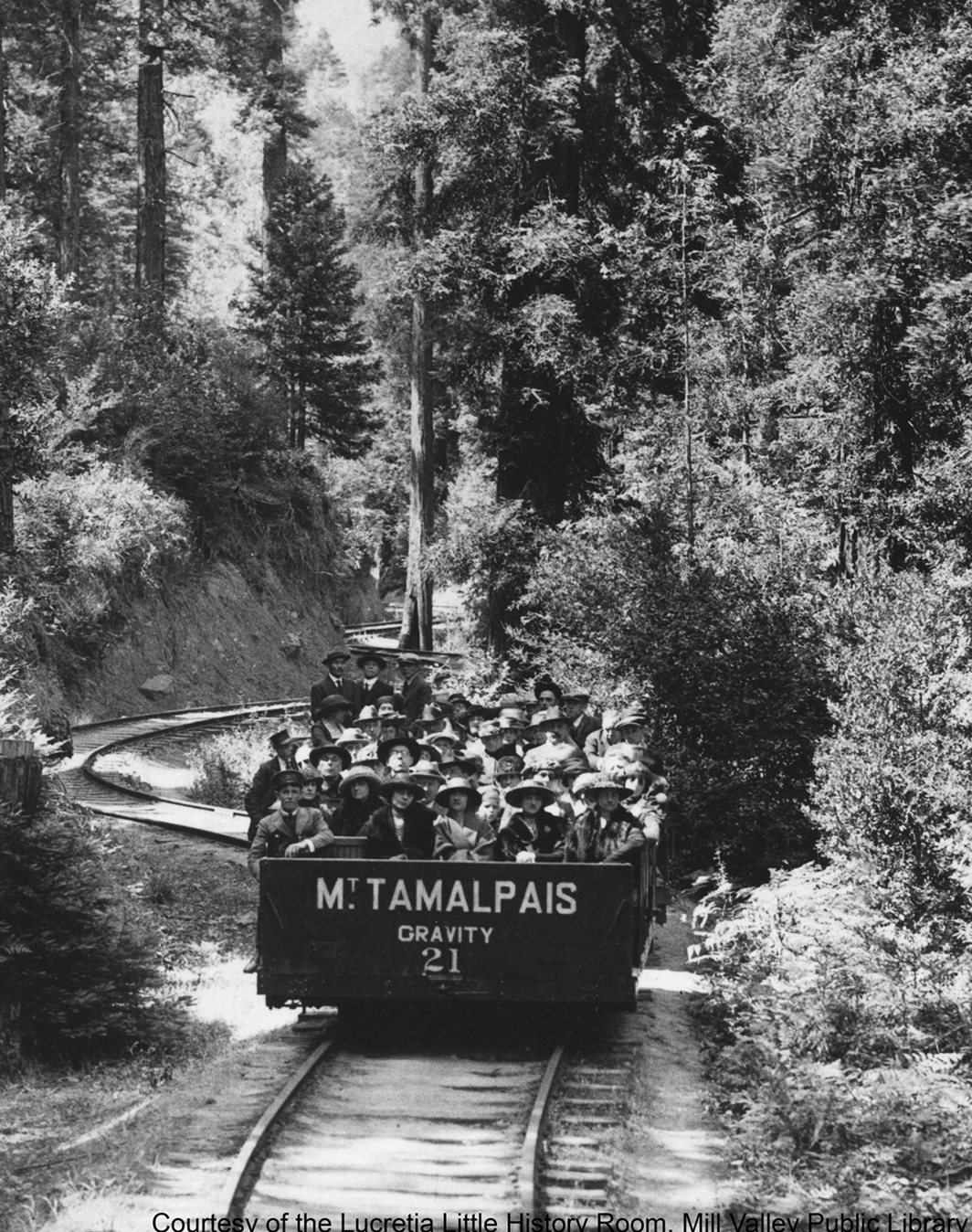
Самодвижущийся вагон на гору Тамальпайс и Мьюирский лес.

Джейнс, к тому времени постоянный директор компании Tamalpais Land & Water (и по совместительству первый городской чиновник), и Сидней Б. Кушинг, президент компании San Rafael Gas & Electric приняли решение провести железную дорогу к горе Тамальпайс. Обзорная железная дорога горы Тамальпайс была открыта в 1896 году (с Кушингом в должности президента) и следовала из центра города (современная площадь Литтон) до самой вершины. В 1907 году железная дорога обзавелась отдельной веткой в «Каньон Секвой», и в 1908 году каньон стал Мьюирским лесом, национальным памятником природы. Железная дорога построила гостиницу Мьюир (с рестораном) и гостевые домики для ночёвок. Обзорная железная дорога горы Тамальпайс и Мьюирского леса, «Самая извивающаяся дорога в мире» и её уникальные самодвижущиеся вагоны
привозили тысячи туристов к бару Тамальпайс на вершине горы (построен в 1896 году, перестроен после пожара в 1923 года, снесён в 1950 году администрацией парков Калифорнийского штата),
Гостиница Вест Поинт (построена в 1904 году, принимала гостей на коммерческой основе до 1943 года, после чего ненадолго закрылась и затем вплоть до настоящего времени открыта благодаря работе волонтёров),
также как и гостиница Мьюирского леса (сгорела в 1913 году, перестроена в 1914 году, разрушена в 1930 году).
Самодвижущиеся вагоны прекратили свою работу в 1930 году после пожара 1929 года. Это стало результатом падения пассажиропотока после того, как автомобили значительно обогнали железную дорогу по доле туристических перевозок и постройки Панорамного шоссе а также прокладки трассы в Риджкрест в 1929 году. Трассы соединили Милл-Валли с соседними городами и паромными переправами в Сан-Франциско.

### Период развития до Второй мировой войны
К 1900 году население достигло 900 человек. Стремительно росли организации и клубы, такие как клуб искусств на свежем воздухе (1902 год) Masonic Lodge (1903 год) который отпраздновал столетие в 2003 году, а также забег Дипси (1905 год), отпраздновавший своё столетие в 2010 году. Второй демографический бум произошёл после землетрясения 1906 года. В то время, как большая часть Сан-Франциско разрушены, многие переехали в Милл-Валли, большинство из них остались жить здесь. В тот год население уже составляло около 1000 постоянных жителей. На реках были построены мосты или дамбы, большая часть современных дорог проложены, на них установлено освещение, залиты цементные тротуары. В 1908 г. открылась Тамальпайсская школа, первая мэрия была возведена в 1908 году, а в 1910 г. — библиотека Эндрю Карнеги. Почтовое отделение открылось под названием «Истлэнд», после многих обращений было переименовано в «Милл-Валли» в 1904 году. Премьера первой постановки театра «Маунтин плэй» состоялась в Горном театре на горе Тамальпайс в 1913 году.
К 1920-м большинство дорог были заасфальтированы, работала доставка почты, а население превысило 2500 граждан. Итальянские поселенцы в Милл-Валли делали вино в годы Сухого закона, а часть владельцев местных баров тайно производили виски, пользуясь густой зеленью по берегам рек. Большой пожар бушевал несколько дней в начале июля 1929 год и почти уничтожил не окрепший город. Он разрушил застройку на горе Тамальпайс (в том числе Таверну и 117 домов), а сам город уцелел только благодаря изменению направления ветра. В октябре этого года железная дорога горы Тамальпайс и Мьюирского леса совершила свой последний рейс. Пожар нанёс огромный ущерб туризму, но железные дороги пострадали и из-за распространения автомобилей. Панорамная дорога, связавшая Милл-Валли и Стинсон-Бич, была построена в 1929—1930 годах. Биржевой крах 1929 года и последовавшая за ним Великая депрессия доконали железнодорожный туризм округа.
В течение Великой Депрессии, при поддержке Управления общественных работ США и Гражданского корпуса охраны окружающей среды за 1934—1937 годы были построены многие местные достопримечательности, такие как театр Мида в Там-Хай (названный в честь Эрнста Мида), амфитеатр Горного театра, и мост Золотые Ворота. Последнее событие приостановило паромное сообщение между округом Марин и Сан-Франциско на период с 1941 года по 1970 год и помогло росту численности населения округа. С упадком железных дорог начал развиваться местный автобусный транспорт. Компания рейсовых автобусов Грейхаунд переехала в бывшее депо поездов на площади Литтон в октябре 1940 года. Компания Мариншип, расположенная в Сосалито, привезла более 75 000 людей в округ Марин, многие из них переехали в Милл-Валли насовсем. Около 400 местных жителей сражались во Второй мировой войне, в том числе пожарные добровольцы и чиновники. К 1950 году, каждый десятый житель Милл-Валли жил в «Доме Гохина» в окрестностях Альто. Джордж Гохин построил так называемые «оборонные дома» чтобы помочь рабочим в период 1940-х и 1950-х годах.

### От 1950-х до наших дней
С населением около 7000 человек к 1950 году, Милл-Валли все ещё оставался сельским. Путешествующий на «Грейхаунде» из Сан-Франциско по прежнему видел далеко не залитую автомобильными огнями трассу. Чтобы защитить район в годы Корейской войны, военные построили станцию ВВС Милл-Валли. В 1956 году группа поэтов и писателей битников некоторое время жила в доме Перри, наиболее известны среди них Джек Керуак и поэт поколения битников сан-францисского ренессанса Гэри Снайдер. Эти дом с участком сейчас принадлежат Кварталу Открытого пространства округа Марин. К началу 1960-х население увеличилось. Фестиваль искусств «Осень в Милл-Валли» стал ежегодным событием, а вместо старой библиотеки Карнеги начала работать библиотека на бульваре Трокмортона, 375. Спроектированное архитектором Донном Эммонсом здание библиотеки было официально открыто 18 сентября 1966 года.
В 1970-х сменилась специализация урбанистического района и его населения. Милл-Валли стало местом, ассоциирующимся с миллионерами, потому что многие сколачивали капитал в Сан-Франциско и переезжали севернее. Появляются новые школы и пригороды, одновременно город продолжает защищать секвойные леса и открытые, свободные от застройки пространства. Каскадная дамба, построенная в 1893 году, была закрыта в 1972 году. И через четыре года — осушено водохранилище, в попытках сдерживания «орд» молодёжи, использующей его акваторию для загорания голышом и плавания. Ещё одна атака на молодёжную субкультуру произошла в 1974 году, когда мэрия запретила живую музыку, сперва в «Свитвотер» и затем в таверне Старая Мельница (оба здания ныне снесены). В 1977 году Малая историческая комната Лукреции Хансон открылась в библиотеке, на её базе действует Историческое общество Милл-Валли. Округ Марин был поражён одной из самых тяжёлых засух в 1976—1977-х годах, которая произошла из-за сочетания нескольких сезонов отсутствия дождей и прекращения забора воды из Русской реки, в попытках использовать для пополнения цепи из шести резервуаров-водохранилищ только дождевого стока с горы Тамальпайс и водозаборов западной части округа. К июню 1977 года округ провёл трубопровод из дельты реки Сакраменто, чтобы предотвратить бедствие. Дожди зимы 1977-78 годов были одними из самых мощных. Кинофестиваль Милл Валли, ныне ставший частью Калифорнийского киноинститута был основан в 1978 году в театре Секвой.
1980-е и 1990-е годы стали свидетелями сокращения малого бизнеса в Милл Валли. К примеру, местное заведение — аптека Локвуд — закрылась в 1981 г. После 86 лет работы. Закрылись таверна Старая Мельница, О’Лириз, и Неизвестный музей, так же как рынок Красной корзины и Тамальпайсская мастерская. На их месте открылись бутики, типовые магазины одежды, кофешопы, галереи искусств, и лавки для гурманов. Плаза делового центра и площадь Литтон были перестроены для соответствия новым веяниям. Население, живущее в черте города, выросло до 13 000 человек и многие из старых узких извилистых улочек стали забиты автотранспортом. Публичная библиотека расширилась за счет новой детской комнаты, лекционного зала на нижнем этаже и была оснащена компьютерами с доступом в Интернет.. Она присоединилась к MARINet, консорциуму всех публичных библиотек округа Марин, чтобы создать новый уровень доступа к информации. MARINet сейчас располагает онлайн каталогом всех изданий, как в виде сканов, так и в оцифрованном виде, так что читатели могут заказать любое издание, которым располагает какая-либо из библиотек округа. Лесопилка Старая Мельница также была преображена; перестройка 1991 года сделала её более похожей на первоначальное сооружение. В 1990-е стало заметно ещё одно веяние. Многие владельцы зданий, построенных в XIX и начале XX в или капитально перестроили их, или сносили целыми кварталами.
31 января 2008 года, сброс сточных вод из очистных сооружений Милл-Валли в залив Сан-Франциско достиг 2,45 миллиона галлонов. Такой рекорд вызвал новое экологическое направление в деятельности официальных лиц Милл-Валли, провозгласивших защиту воздушной и водной среды одной из важнейших своих задач.

## География

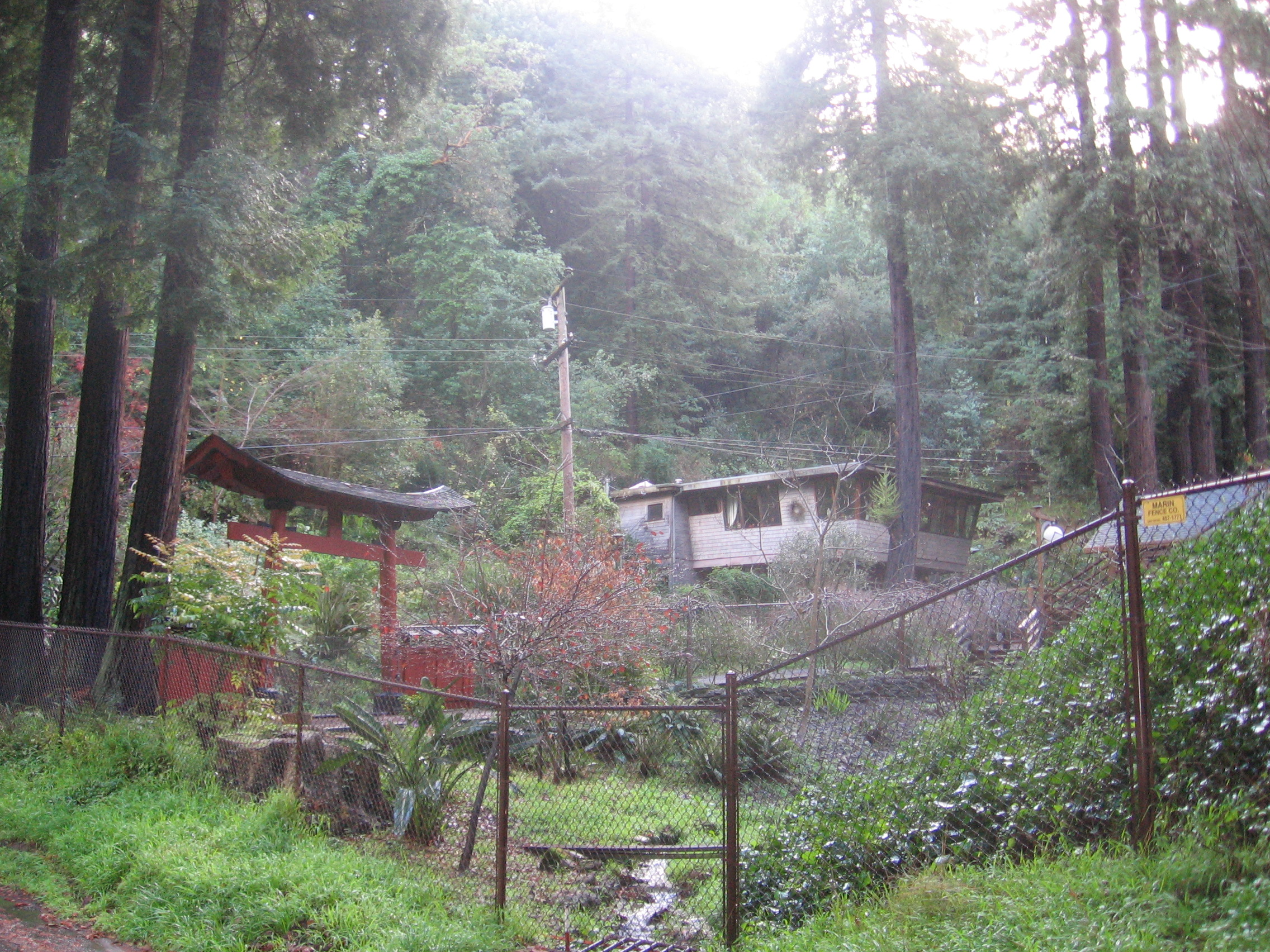
Ущелье Блитхедале

Согласно Бюро переписи населения США, общая площадь города равна 12 км², из которых 12 км² это суша и 0,26 км² (или 1,74 %) вода.
Милл-Валли находится между горой Тамальпайс на западе, городом Тибурон на востоке, городом Корте Мадэра на севере, и Национальным рекреационным районом Золотые Ворота на юге. Со склонов горы Тамальпайс через Милл-Валли к заливу спускаются два потока: Арройо корте Мадэра дель президио и Каскад-крик. Милл-Валли окружён сотнями гектаров заповедных земель штата (гора Тамальпайс), Мьюирский лес, и мыс Марин. Кроме того, много управляемых муниципалитетом заказников, парков, и прибрежных посёлков. Благодаря всему этому комплексу, Милл-Валли практически окружён памятниками природы в сочетании с местами уникальной живописности и комфортного климата. Такое окружение формирует и особое отношение к охране окружающей среды у местного сообщества. Этот уникальный аспект культуры, вместе с другими ключевыми факторами, определяет самосознание.
Памятники природы и ландшафты с восхитительным внешним видом служат обжитыми местообитаниeм для рыбы, морских млекопитающих и других видов. Достойные внимания локации с публичным доступом к морским заказникам:
- Парк Бэйфронт и заказник болото Бофин. Архивировано из оригинала 3 июня 2008 года.
- Болото Элизабет Тервиллиджер. Архивировано из оригинала 3 июня 2008 года.

Милл-Валли и долина Гомстед содержат множество минимально потревоженных участков дикой природы и заказников, открытых для посещения в светлое время суток каждый день. Несколько открытых маршрутов ведут в заповедные земли штата и федерации park lands, и к водоразделу горы Тамальпайс с которого открывается обзор и на нетронутые западные склоны горы Тамальпайс и панорамный вид на сам Милл-Валли. Есть нетронутые природные районы, населённые многими видами диких животных, включая крупных хищников, таких как койот, the рыжая рысь, и кугуар. Как и во всех местах дикой природы, доступ открыт только в дневное время, собак надо держать только на поводках, и не оставлять младших детей без присмотра. Чтобы оказаться среди живописной природы около кугуаров, койотов и рысей, стоит начать с посещения этих мест:
- Парк Каскадных водопадов — природный поросший лесом парк охватывающий район между западными участками Каскадной трассы и бульваром Лоуэлл.
- Открытый заказник Блитдейлского Совета—расположен над Западным Блитдейлским бульваром.
- Долина Тенесси. Архивировано из оригинала 3 июня 2008 года.—в долине Тамальпайс, за Прибрежным шоссе.
- Открытый заказник Чаша Альто—расположен в 1,9 км вверх от Камино Альто.
- Открытый заказник Камино Альто—расположен в 800 м над Камино Альто, над дорогой Оверхилл.

### Климат

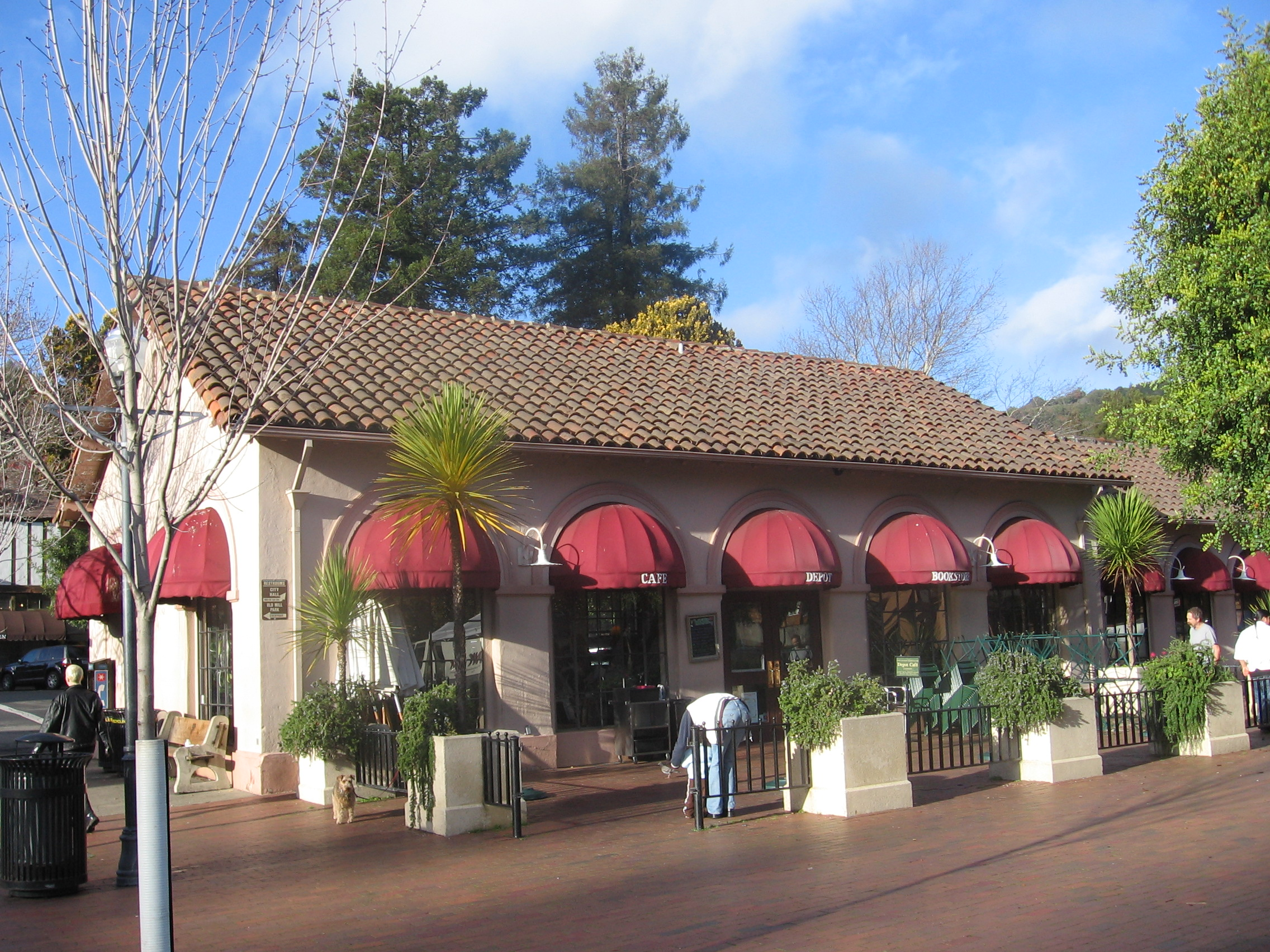
Старое железнодорожное депо

В Милл-Валли мягкий Средиземноморский климат, проявляющийся в дождливой зиме и сухом жарком лете. Средняя скорость ветра ниже, чем в среднем по США в зимние месяцы и выше в летние. Ветер нередко переходит в порывистый в частях города, расположенных в каньонах. Благодаря прибрежным калифорнийским туманам, образующимся в результате взаимодействия тёплого воздуха и холодного морского течения вдоль побережья Калифорнии, в отдельные части суток влажность резко возрастает. В более сырые зимние месяца влажность может достигать 70-90 % (немного выше средних по США). В течение летних месяцев благодаря утренним туманам влажность поддерживается на более комфортном, чем для типичных субтропиков, уровне — около 70-80 %, к обеду она обычно снижается до приблизительно 30 %, что является более типичным для районов со средиземноморским климатом. Солнечных дней в году, также как в других городах северо-западного побережья штата — не много, обычно около 130 в год.
Милл-Валли отличается ярко выраженным действием микроклимата в нескольких закрытых каньонах с крутыми обращёнными к северу склонами, густо поросшими лесом. Благодаря таким условиям в отдельных лесных районах Милл-Валли существенно холоднее и значительно более дождливо, чем во всей окружающей местности. Именно эта деталь создаёт уникальные благоприятные условия для лесов секвой, которые сыграли ключевую роль в истории Милл-Валли.

## Правительство

### Федеральное и штата
В Палате представителей США Милл-Валли относится ко 2-му району по выборам в конгресс от Калифорнии, представителем является демократ Джаред Хаффман. С 2008 по 2012 г., Хаффман представлял округ Марин в государственной Ассамблее Калифорнии.
По законодательству штата Калифорния Милл-Валли относится к:
- 10-му избирательному округу, представлен демократом Марком Левиным[33].
- 2-му Сенатскому округу, представлен демократом Майком Макгвайром.

## Городской пейзаж

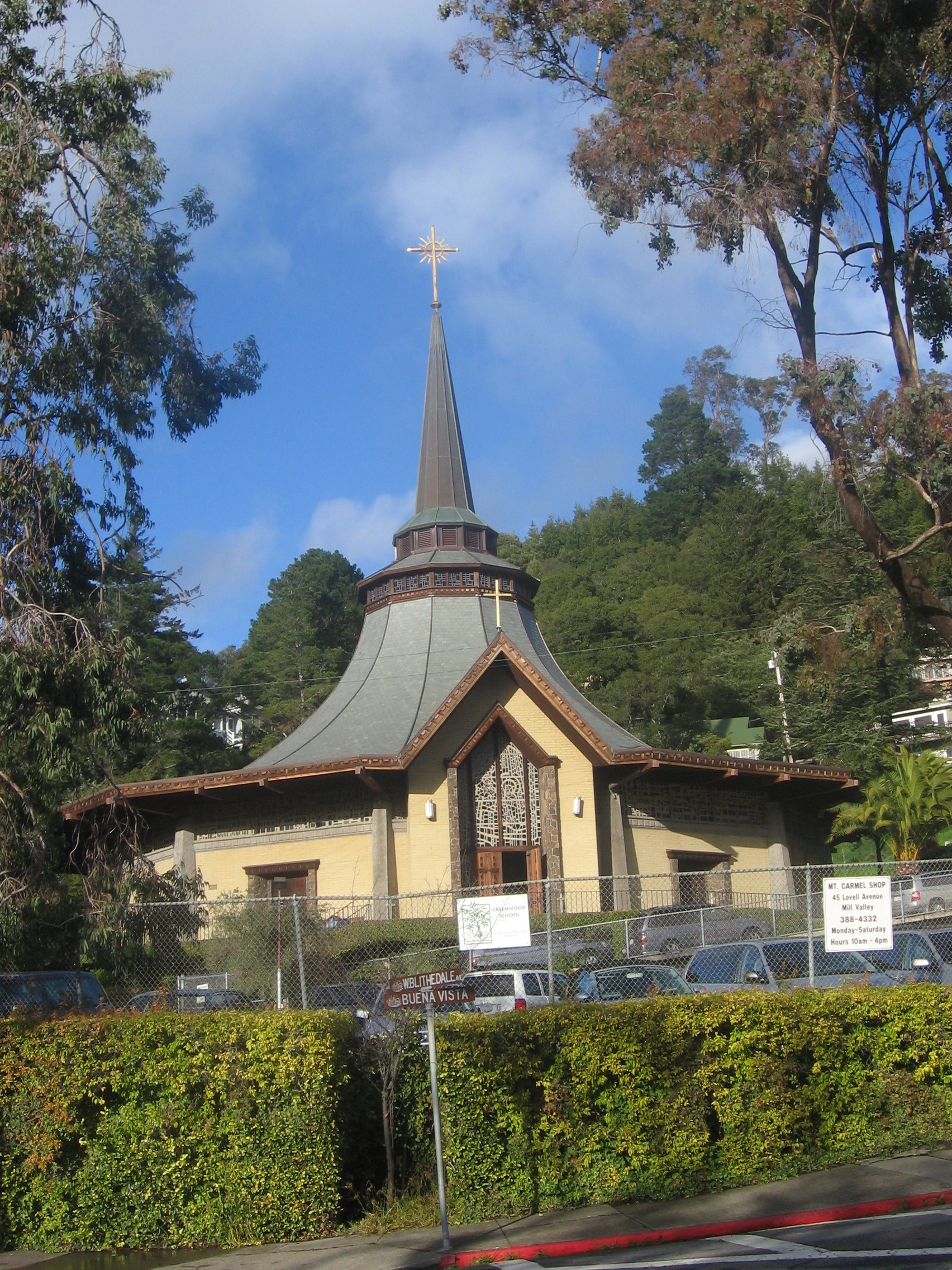
Католическая церковь Маунт-Кармель

Соединение идиллического местоположения Милл-Валли у горы Тамальпайс соединённое с его относительной доступностью близ Сан-Франциско сделала его популярным домом для состоятельных людей, желающих значительную часть недели проводить в приятном месте, но недалеко от влиятельного центра. За последние 30 лет, из-за того, что этот тренд в агломерации залива Сан-Франциско только нарастал, стоимость домов в Милл-Валли выросла (К примеру средняя стоимость дома на одну семью к 2005 г. превысила 1,5 миллиона долларов), и это привело к тому, что часть прежних жителей города вынуждена была уехать, так как не могла себе позволить такой платы за жильё, по таким расценкам. Этот тренд также изменил коммерческую жизнь Милл-Валли, когда известный всей стране музыкальный магазин Виллидж мьюзик закрылся, и к 2008 году его место заняли более рыночно рентабельные компании.
В июле 2005 г., канал CNN Деньги и журнал Деньги сообщили, что Милл-Валли занял десятое место в их списке 100 лучших мест для жизни в Соединённых Штатах. В 2007 г., MSN и журнал Форбс поставили Милл-Валли на семьдесят третье место в список «Самые дорогие почтовые индексы в Америке».
Хотя Милл-Валли сохранил элементы своей старой художественной культуры и искусства благодаря галереям, фестивалям и перформансам, количество доступных зданий для жизни уменьшилось, вынуждая часть жителей покинуть район. Этот тренд повлиял и на часть широко известных культурных центров, таких как Виллидж Мьюзик и Салон Свитвотер. К апрелю 2007 г. сохранился только один проект с доступной оплатой: обновлённая и расширенная придорожная закусочная и салун в архитектурно-историческом памятнике постоялом дворе «У Камина». Эта реновация закончилась осенью 2008 г. и создала около 50 квартир с невысокой оплатой, для около 30 пожилых людей с невысоким доходом и семей с низкими доходами.

### Политические и религиозные пристрастия
И консерватизм пригородов и неолиберализм западного побережья США представлены в социокультурной и религиозной жизни Милл-Валли всего округа Марин. Есть римско-католическая церковь горы Кармель, одновременно Милл-Валли это дом для грекокатолической церкви, благодаря иммигрантам грекам и итало-румеям так же как и Южным баптистам (Баптистская теологическая семинария Золотых Ворот), здесь же — одна из семи церквей баптистов седьмого дня в Калифорнии, и одна из двух в Заливе Сан-Франциско. В ранних 2010-х, демократическая партия превзошла местных республиканцев в пропорции 5 к 1, что является типичной характерной чертой городов, окружающих Сан-Франциско, с его ультра-либеральной прогрессистской политической активностью, в Милл-Валли кроме того сильно либертарианское течение.

### Окрестности и связанные районы, не входящие в городскую черту
Строббери это не входящая в городскую черту Статистически обособленная местность к востоку от делового центра Милл-Валли. Другая такая местность, пользующаяся почтовыми реквизитами Милл-Валли — это долина Тамальпайс-Гомстед. Среди меньших не входящих в городскую черту кварталов — Альто и Альмонте. Мьюирский лес — в школьном округе Милл-Валли, но пользуется почтовыми реквизитами Сосалито.
Окрестности района Милл-Валли:
| Альмонте           | Усадьба Саттона Альто     | Каньон Блитдейл   | Парк Бойл                 | Каскадный каньон | Кантри Клаб       | Даунтаун        | Восточно-блитдейлский коридор |
| Эджвудский Кипарис | Зачарованные бугры        | Эвкалиптные бугры | Долина Тамальпайс-Гомстед | Холм Кайт        | Земля Питера Пэна | Терраса Марин   | Маринская перспектива         |
| Миддл Ридж         | Высоты Милл-Валли         | Луга Милл-Валли   | Булвар Миллера            | Эджвуд Молино    | Мьюирские леса    | Старая мельница | Панорамное шоссе              |
| Нагорье Скотта     | Долина Скотта             | Долина секвой     | Бухта Приют               | Хребет Приют     | Стробери          | Платан          | Платановый парк               |
| Перекресток Тэм    | Долина Тамальпайс-Гомстед | Парк Тамальпайс   | Долина Тенесси            | Высоты Вернал    | Каньон Уорнера    |                 |                               |